# Joël Desbois
Pour les articles homonymes, voir Desbois.
Joël Desbois est un skipper français.

## Carrière
Joël Desbois est médaillé d'or des Championnats d'Europe de 470 avec Marc Bouët en 1968 à Palamós ; le duo remporte aussi une médaille d'argent en 1967 à Lacanau.